# Terrazzo alla veneziana
Il battuto di terrazzo alla veneziana, chiamato più spesso  terrazzo alla veneziana, è un tipo di pavimentazione tipico dell'area veneziana e triveneta. 
La pavimentazione è composta da granulati di marmo e di pietre di diametro fino a 40 mm che come legante hanno calce di ciottolo (o cemento) mista a graniglia fine e cocciopesto fino, con un diametro fino a 5 mm.

## Storia

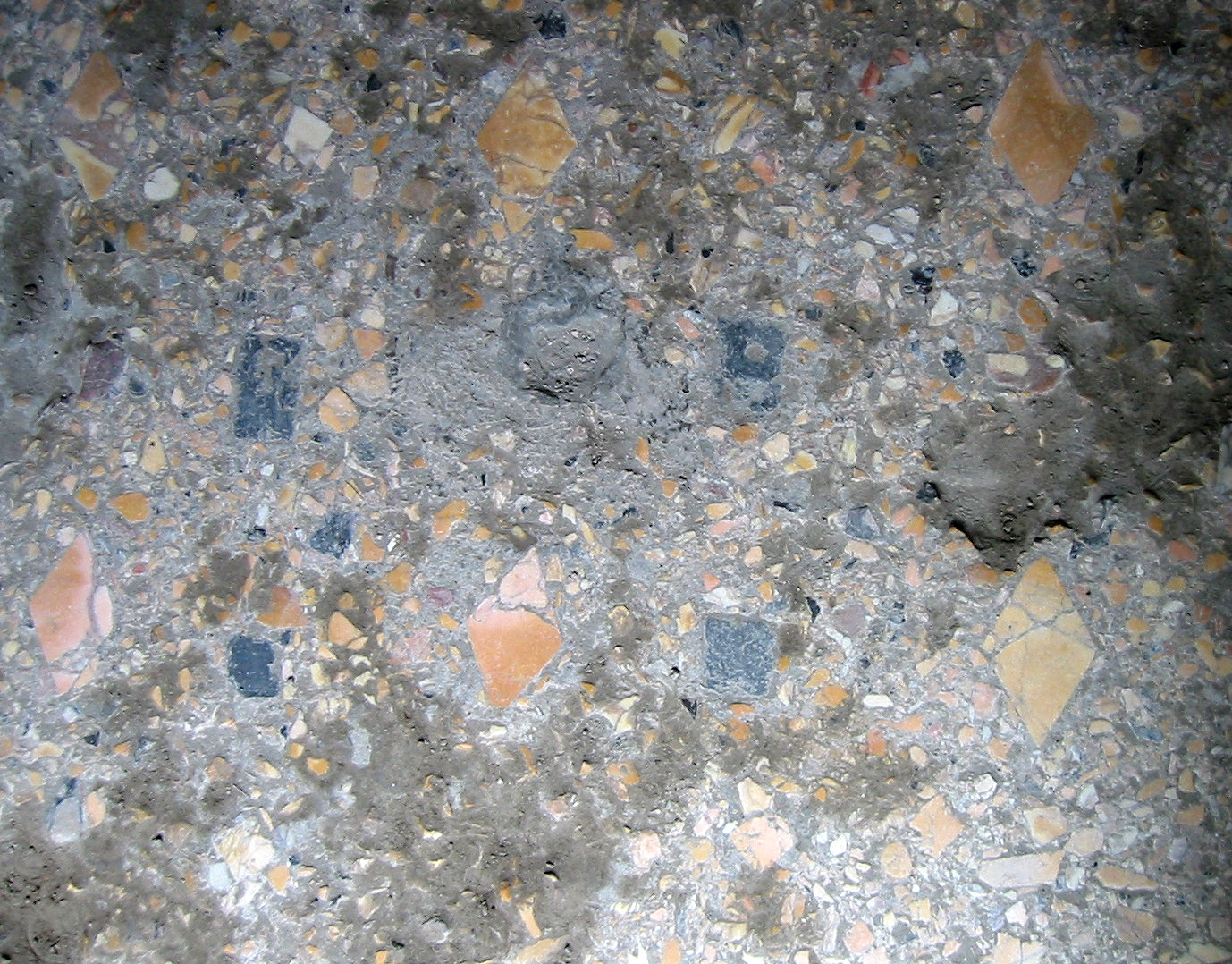
Pavimento in terrazzo, da un'abitazione di Ercolano

Quello che è oggi noto con il nome di terrazzo alla veneziana era utilizzato fino dall'antica Grecia. Attraverso il dominio romano ha poi raggiunto la notorietà anche in Italia.
Francesco Sansovino in "Venetia Nobilissima et singolare descritta in XII libri" stampata a Venezia nel 1581 scrive: "S'usano…..d'una certa materia che si chiama terrazzo, la qual dura per lungo tempo e è vaghissima all'occhio, e polita. Essa si fa con calcina, e con tegoli, o mattoni ben pesti, e si incorpora insieme. Vi si aggiunge una parte di scaglia di sasso istriano polverizzato, e questa mistura alquanto soda si distende sul suolo di tavole ben fitto con chiodi, acciocchè non si torca, e resista al tempo. Indi con ferri fatti a posta, si batte si calca per qualche giorno. Et spianato ogni cosa e indurito ugualmente, vi si metta sopra un'altra mano, o coperta di detta materia, nella quale si incorpora o cinapro o color rosso. Et poi riposato per qualche giorno se gli da l'olio di lino, col quale il terrazzo prende il lustro per si fatta maniera, che l'uomo può specchiarvisi dentro."
Agli inizi, il pavimento in battuto non era altro che del cotto macinato, che poteva provenire dalle demolizioni precedenti o da qualsiasi scarto di lavorazione, mescolato con un legante, allora la calce. Si crede che non venisse nemmeno levigato, lasciando che l'uso normale mettesse in evidenza la granulometria del composto.
L'inserimento all'interno dell'impasto di piccole parti di marmo è probabilmente dovuto a motivi estetici, ma ne aumenta nel contempo la resistenza all'usura. Tra i più notevoli esempi vi sono le lavorazioni di decoro artistico che si ritrovano all'interno delle ville romane.
Le tipologie di realizzazione del pavimento variano da grana fine a grana media con la profilatura delle variazioni di colore tra campo e fascia. Nell'Ottocento si usava la grana più grossa con la profilatura a tessere irregolari. In seguito, agli inizi del Novecento, si iniziò a usare la grana più fine, profilature con tessere regolari e l'inserimento di decori in stile Liberty.
La calce idraulica è impiegata ancora oggi come legante, sebbene, per questioni economiche, in fase di posa siano spesso usati cementi Portland a ritiro controllato, che abbreviano i tempi per l'ottenimento del risultato finale.
Nel tempo, per motivi di economicità, sono state introdotte sul mercato formelle di graniglia in formato 20x20 cm, un compromesso che, secondo alcuni, ha svilito il terrazzo alla veneziana come prodotto artigianale, ma che, d'altro canto, ne ha aumentato in modo notevole la diffusione.
Descrizione degli strati e delle varie fasi della lavorazione del terrazzo alla veneziana
• Sottofondo, disposto sopra il tavolato ha uno spessore variabile da 10 a 20 cm, composto da cotto frantumato (vecchi mattoni o coppi) e una minore parte di pietrisco, mescolati con calce spenta nel rapporto di 4:1 e acqua. 
• Coperta o coprifondo, formato da uno strato di mattoni o coppi macinati mescolati con calce rapporto 3:1 stesa a cazzuola con spessore di 2 - 4 cm. Il materiale ha una colorazione rosacea.
• Stabilitura, ultimo strato del terrazzo con spessore che varia in funzione della dimensione del seminato, ordinariamente tra i 1 e 2 cm. E particolare malta composta da calce spenta e polvere di marmo con rapporto 2:1.
• Semina, posa a mano di scaglie di marmo sulla stabilitura, aventi dimensioni variabili tra i 5 e 40 mm. 
• Rullatura e battitura, si inserisce meccanicamente la semina all'interno della stabilitura, l'operazione avviene contemporaneamente alla battitura che liscia e livella.
• Lisciatura e levigatura, operazione manuale di eliminazione delle asperità con cazzuola accompagnata da una levigatura con pietra arenaria.
• Stuccatura e lucidatura, eseguite a mano con stucco in pasta composto da calce e polvere fine di cotto. La lucidatura viene eseguita con olio di lino cotto previa pulitura e lavaggio del pavimento.
Il terrazzo alla veneziana, nonostante il suo spessore, risulta elastico e ha la capacità di adattarsi e resistere alle deformazioni elastoplastiche dovute allo spostamento dei muri dei palazzi che a Venezia avvengono perché le loro fondazioni sono basate su dei pali infissi nel fango dei canali. I terrazzi offrono anche un isolamento termico garantito dal considerevole spessore del composto e un buon isolamento acustico. Inoltre risultano una barriera tagliafuoco perché il consistente spessore dello strato li rende capaci di contrastare efficacemente la propagazione di eventuali incendi, in particolare quelli che si possono espandere dall'alto verso il basso.